# 3. Cserkész Világdzsembori
A 3. Cserkész Világdzsembori egy 1929-ben, az angliai Birkenhead közelében fekvő Arrow Parkban megrendezett cserkész dzsembori volt.
A rendezvényen 69 ország 50 000 cserkésze vett részt, köztük 852 magyar cserkész is. A tábornak ezen kívül 300 000 látogatója volt. Így ez volt minden idők legnagyobb dzsemborija. 
A magyar résztvevők teljesítményükkel kiérdemelték, hogy 1933-ban Magyarország rendezhette a 4. Cserkész Világdzsemborit.